# Даг (телесеріал)
Даг (норв. Dag) — норвезький комедійний серіал, що транслювався на ТБ 2 з 2010 по 2015-й рік. Головним героєм є цинічний та антисоціальний сімейний психотерапевт Даг (Етлі Антонсен). За виконанні ролі кілька акторів серіалу отримали національну кінопремію «Gullruten», а Ойстен Карлсон звання найкращого драматичного сценариста цієї премії (2012 року).

## Головні ролі
| Актор                     | Роль                   |
| ------------------------- | ---------------------- |
| Етлі Антонсен             | Даг                    |
| Андерс Хрістіансен        | Бенедікт               |
| Сільйе Торп               | Маріанна, сестра Дага  |
| Агнес Кіттелсен           | Малін, секретарка Дага |
| Тува Новотни              | Ева Хольстадт          |
| Рольф Лассгард            | Ернст                  |
| Міанна Берінг (4-й сезон) | Енн                    |